# 垮沙乡
垮沙乡，是中华人民共和国四川省阿坝藏族羌族自治州阿坝县下辖的一个乡。

## 行政区划
垮沙乡下辖以下地区：
垮沙村、哈木措村、达格娘村、羊高村、沙湾村和夺沟村。